# エインジェル
エインジェル（1992年8月24日 - ）は、日本で活動する女性子役・ファッションモデル。父がイギリス人のハーフ。本名 青木クロイ沙里香エインジェル。スペースクラフトジュニア所属。

## 出演

### テレビ
- おはスタ（2002年度おはキッズ）
- ポンキッキーズ（1999年『どこでもキャンバス』）
- おしゃれ工房

### 雑誌
- こどもブティック
- 手づくりママ『キディ』

### CM
- ブリヂストン BLIZZAK MZ-02 カーリング編
- ティンカーベル